# Hipótese de Sapir-Whorf

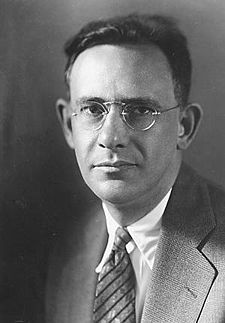
Edward Sapir

A  hipótese Sapir-Whorf, também conhecida como relativismo linguístico, foi proposta nos anos 1930 por dois linguistas, Edward Sapir e Benjamin Lee Whorf, que chegaram à formulação de uma tese que constituiu durante muito tempo uma referência para o relativismo linguístico.
Em suma, essa hipótese postula que as pessoas vivem segundo suas culturas em universos mentais muito distintos que estão exprimidos (e talvez determinados) pelas diferentes línguas que falam. Deste modo, também o estudo das estruturas de uma língua pode levar à elucidação de uma concepção de um mundo que a acompanhe.
Anteriormente a hipótese Weltanschauung (Visão de mundo) de Wilhelm von Humboldt (1767-1835) já argumentava ser impossível haver pensamento sem a linguagem, já que ela o determina. O homem teria primeiro aprendido a linguagem e depois a pensar. As observações de  Edward Sapir e Benjamin Lee Whorf demonstraram essa hipótese levantada por Humboldt.
Esta proposição suscitou o entusiasmo de uma geração inteira de antropólogos, de psicólogos e de linguistas americanos e, em menor escala, europeus, nos anos 1940 e 1950, antes de ser enfraquecida pela corrente cognitivista. Ela influenciou um pouco o estruturalismo francês e, apesar das refutações formuladas, principalmente, por etnólogos e sociolinguistas neste meio-tempo, sua existência persiste até hoje.